# 椿さん
『椿さん』（つばきさん）は、楯山ヒロコによる日本の4コマ漫画作品である。芳文社発行の『まんがタイムファミリー』で2009年12月号から3回ゲスト掲載された後2015年8月号まで連載された。同社の『まんがホーム』でもゲスト掲載の後2010年11月号から2013年3月号まで並行連載されていた。
富豪である草野家の家事全般を任されている凄腕の家政婦の日常を描いている。

## 登場人物

### 椿と草野家の人物
椿（つばき　本名：椿 千恵子）
主人公。
年齢不詳（ただし、卓爾は年齢を知っているとみられる）だが、稔が赤ん坊のころには既に草野家で働いている。
草野家で家事を含む全てを任されている優秀な家政婦。艶っぽくて男前。普段は和服を着用している。
仕事はしっかりするが、昼の番組や時代劇や2時間ドラマは欠かさず見ている。
稔の母・ゆきとは大学の同級生。彼女が稔を出産してほどなく他界したため、当初は亮爾に請われて3ヶ月間という条件で稔のベビーシッターとして契約し、草野家で働き出すが、契約の延長に次ぐ延長で家政婦となる。
人間離れした様々な特技を持ち、その能力を作中において遺憾なく発揮している。
作中では弟である雅比古を除き、殆どの人物から「椿さん」または「椿」と呼ばれており、「椿」は名前だと思われている。
幼児期から世話になっている稔でさえ「椿」は名前だと思っていた。
作中の登場人物において、弟である雅比古以外で「椿」が苗字であることを知っているのは、卓爾・亮爾・ゆき・および雅比古の友人のみと思われる。
草野 卓爾（くさの たくじ）
草野家当主。
既に隠居（ただし会長職にはついている模様）しているが健康で、毎日の乾布摩擦を欠かさない。
厳格な性格であるが、大の甘党である（亡くなった妻が料理下手でお菓子しか作れなかったのが一因）。
草野 稔（くさの みのる）
卓爾の孫で、亮爾・ゆきの息子。
連載開始時は高校生だったが、後に大学に進学。
頭はあまりよくなく、テストの解答欄を全て埋めただけでお祝いされる。運動能力も高くなく、クラスで1番足が遅い。
草野 亮爾（くさの りょうじ）
卓爾の息子で稔の父。
仕事で海外を飛び回っているため、家にはいない。
本来「若旦那」と呼ばれる立場であり、実際に椿も嘗てはそのように呼んでいたが、「バカ旦那」に聞こえるので椿には名前で呼ばせている。
椿とは埋蔵金を掘っている際に知り合い、彼女を介して後の妻となるゆきと知り合う。
ゆきが稔を遺して早くに他界したため、父が忙しいのと母の老齢もあって椿に稔の世話を頼んだ。
素行面に問題があり、当主である父親のことを「ジジイ」呼ばわりしたり、息子の大学受験の合否を賭け事の対象にするなど、子を持つ親のすることとは思えないようなことをしている。
草野 ゆき（くさの ゆき）
稔の母で亮爾の妻。椿の大学時代の友人でもある。
かなりポジティブな思考で、くじ引きで亮爾の仕事（家を直接継ぐのではなく、海外で働くこと）を勧めた。
稔を出産後、自分の命が病気により長くないことを悟り、亮爾の背中を押すことを椿に託した。
草野 卓爾の妻
卓爾の妻で亮爾の実母、ゆきの義母、稔の祖母。
作中においては第1巻の冒頭時点で既に故人。
椿や卓爾の回想および過去のエピソードなどに登場。
それによると、椿が草野邸で働き始めた時点では存命である。
登場する回想シーンや過去のエピソードでは、特にこれといた持病も無さげで元気なようであるが、いつごろどういう経緯で亡くなったのかについては一切触れられておらず、不明。
卓爾によると、炊事を筆頭に家事は一切出来無かったらしく、唯一得意なのが甘味菓子を作ることのみだった。
草野家の人間の中では唯一、本名が明かされていない。

### その他の人物
友人ズ
稔の同級生たち。
それぞれ深い設定を持っているが、脇役ゆえにそれらが本編で語られることは無い。
また、萩美月を除き、本編で氏名や個々の出自が明かされることは無い（萩も本編では苗字しか明かされていない）。
村雨 登士郎（むらさめ としろう）
稔の親友。友人ズの1人でリーダー格。ロン毛でちょっと不良っぽい感じの学生。
友人ズの中では萩に次いで2番目に登場。
卒業後は専門学校に進学する。
神無月や萩とは異なり、初めから稔のことを名前で呼んでいる。
草野邸の居住者である稔でさえ天井から突然現れる椿に慣れることなく驚いているが、村雨は椿が天井から突然現れても驚かずに平然としているなど、物事に対する順応性が高い。
後に彼女が出来、写真の形で登場しているが、交際相手の彼女が直接登場したことはなく、氏名などの詳細は不明。
神無月 壱郎太（かんなづき いちろうた）
稔の親友で友人ズの1人。
3人の中では最も登場が遅く、初登場は単行本第1巻68ページ「連係プレー」2コマ目。
ただし、この時は後ろ姿での登場であり、初めて顔が描かれたのは単行本第1巻93ページ「わー！」1コマ目。
当初は稔のことを名前ではなく「草野」と苗字で呼んでいた。
卒業後の進路は就職。
その関係もあってか、友人ズの中では出番が少なめであり、卒業後の登場は更に少なくなる。
萩 美月（はぎ みづき）
稔の同級生で、上記の村雨・神無月と同じく友人ズの1人にして、稔のグループの紅一点。
友人ズの中では最初に登場しているが、草野邸には3人の中で最後に訪れている。
村雨・神無月とは違って稔のことを名前で呼ぶことは無く、最後まで「草野」と苗字で呼んでいた。
高校卒業後、稔と同じ大学に進学したことから、稔との付き合いが高校時代よりも深くなる。
当初は青嵐大学に進学を希望していたが、不合格だったため、滑り止めで合格していた大学に入学したら偶然にもそこが稔と同じ大学だった。
周囲の住民から稔の彼女であると思われたこともあるが、椿の調査ではまだその段階には至っていないと評されている。
とはいえ、稔は萩のことを可愛いと思っており、作中では最後まで恋愛に進展することは無かったものの、将来的にはそのような形になる余地を残す描かれ方がなされている。
最終話から1年後を描いた描き下ろしにも登場するなど、最後まで作品に登場している。
ミステリー好きで作家を目指していることから椿と話が合い、一緒に旅行に出かけたこともある。
雅比古（まさひこ　本名：椿 雅比古）
椿の弟。
椿が家政婦の仕事をすることをよく思っていない。
当初は亮爾と同じく後ろ姿もしくは正面でも顔が隠されるかたちでしか描かれず、椿との関係も友人または恋人的なニュアンスで描かれていたが、後に顔の詳細がハッキリ描かれるのと同時に弟であることが判明した。
単行本第6巻105ページ「姉弟メモリー」および「その時の認識力」によると、雅比古が小1だった当時に姉がセーラー服を着ている回想シーンが描かれていることから、姉とは少なくとも6～11歳差であると推定される。
本人曰く「俺は姉さんが輝ける場所を探したいだけ」とのことだが、姉に対する感情は尊敬・敬意のレベルを超えており、殆ど恋愛に近いほどの度を超したシスコンである。
一度、草野邸に侵入し、姉との攻防戦に完全勝利したことがある。
姉曰く「私から見ても頭は切れる」とのことで、学識は高いらしく、実際に投資などでかなりの稼ぎを得ているシーンが描かれており、経済についての駆け引きには長けている模様。ただし、休学・留年を繰り返しており、年齢は20代後半から30代半ば程度と推定されるが、未だに卒業せずに在学中の身分である。
最終回で「椿」が名前ではなく、苗字であることが判明したため、彼の苗字も「椿」であることが同時に判明した。
最終的には姉の家政婦業を認め、自身も家政夫を目指すことになるが、家政婦を雇うことに決めた亮爾が椿に人材の派遣を要請したところ、不本意ながら亮爾に仕える家政夫として派遣させられる。
桐原 貴明（きりはら たかあき）
草野家に出入りする庭師の息子。
椿に一目惚れした。
蓬田（よもぎだ）
卓爾に恨みを持ち、復讐の機会を虎視眈々と狙っている資産家。
恨みを持つようになった動機は、卓爾からスイーツを勧められて嵌まってしまい、痛風と糖尿の持病を抱えてしまったため。
柏（かしわ）
蓬田邸に仕える執事。
蓬田の命令で卓爾の毒殺を謀るなど、命令には忠実だが、悪い人間ではない。
石蕗（つわぶき）
全日本家政婦技能大会で何度も優勝している凄腕の家政婦。
大柄で顔つきも厳つく、言葉遣いも男っぽいため、本当に女性なのかも疑わしい。
最終戦で「疲れたあの人に贈る料理」対決で渾身の料理を作るも、椿が作った「疲労回復に効くドリンク」を最初に渡されたことに感動し、潔く負けを認める。
雇い主からは「負けたらクビだぞ!」と釘を刺されていたものの、その後の処遇は不明。
しかし、その後は椿とメル友になって椿に煮物の作り方を教えていることから、クビにはなっていないと思われる。
八百屋の主人
草野邸付近にある商店街で椿がよく夕食などの食材を買いに訪れる八百屋の主人。
特定の役名は設定されていないが、商店街の面子の中では最も登場する人物である。
商店街の役員会議でもよく発言しており、草野邸に訪れて卓爾に要請や意見を乞うのも彼の役割であることから、作中では明言されていないものの、商店街の会長を兼ねていると思われる。
長年に亘って草野邸の食卓に食材を提供しているためか、購入する食材を聴いただけでその日の草野邸の献立を言い当てる特技を持ち、稔が椿に代わって買い物に来た時は稔が購入すべき食材の中からセロリを省いていることを見抜いた。

## 主な舞台
草野家
広大な敷地内に和館と洋館がある。
建物の大きさは不明であるが、全自動掃除機が行方不明になったときには発見までに2ヶ月かかっている。
敷地内には梅林などもあり、事情を知らない観光客や肝試しをする近所の子供が入ってくることもある。
学校
稔が通っている高校。普段は稔と友人しか登場しないが、椿が忘れ物を届けに行くこともある。
商店街
草野家の近所の商店街。草野家が富豪であることを知っているため、椿の冗談（「地上げをして更地を造る」など）に翻弄されることがある。

## 単行本
- 楯山ヒロコ『椿さん』 芳文社〈まんがタイムコミックス〉、全7巻
  1. 2011年3月22日初版発行（2011年3月7日発売[42]）、ISBN 978-4-8322-6946-0
  2. 2011年9月22日初版発行（2011年9月7日発売[42]）、ISBN 978-4-8322-7000-8
  3. 2012年3月22日初版発行（2012年3月7日発売[42]）、ISBN 978-4-8322-5054-3
  4. 2012年9月21日初版発行（2012年9月6日発売[42]）、ISBN 978-4-8322-5109-0
  5. 2013年5月22日初版発行（2013年5月7日発売[42]）、ISBN 978-4-8322-5109-0
  6. 2014年6月22日初版発行（2014年6月7日発売[42]）、ISBN 978-4-8322-5295-0
  7. 2015年8月22日初版発行（2015年8月7日発売[42]）、ISBN 978-4-8322-5408-4

## 関連作品
- となりのなにげさん  - 橘紫夕の原作による4コマ漫画で、同じく『まんがホーム』にて連載されていた。
主人公であるなにげさんが何でも熟せる万能超人であること、炊事・掃除が趣味あること、街レベルでの大掛かりな改造が得意であること、天井から出入りする、本名が不明[43]、などの共通点が多い。
- うちの秘書さま - ミナモの原作による4コマ漫画で、同じく『まんがホーム』にて連載中。
富豪の息子（東條はじめ）の出来が悪いこと、祖父が大企業の会長を務めていること、（常識の範囲で）メイドが優秀であること、専属庭師（田中）が登場する、などの共通点がある。